# رودسراب

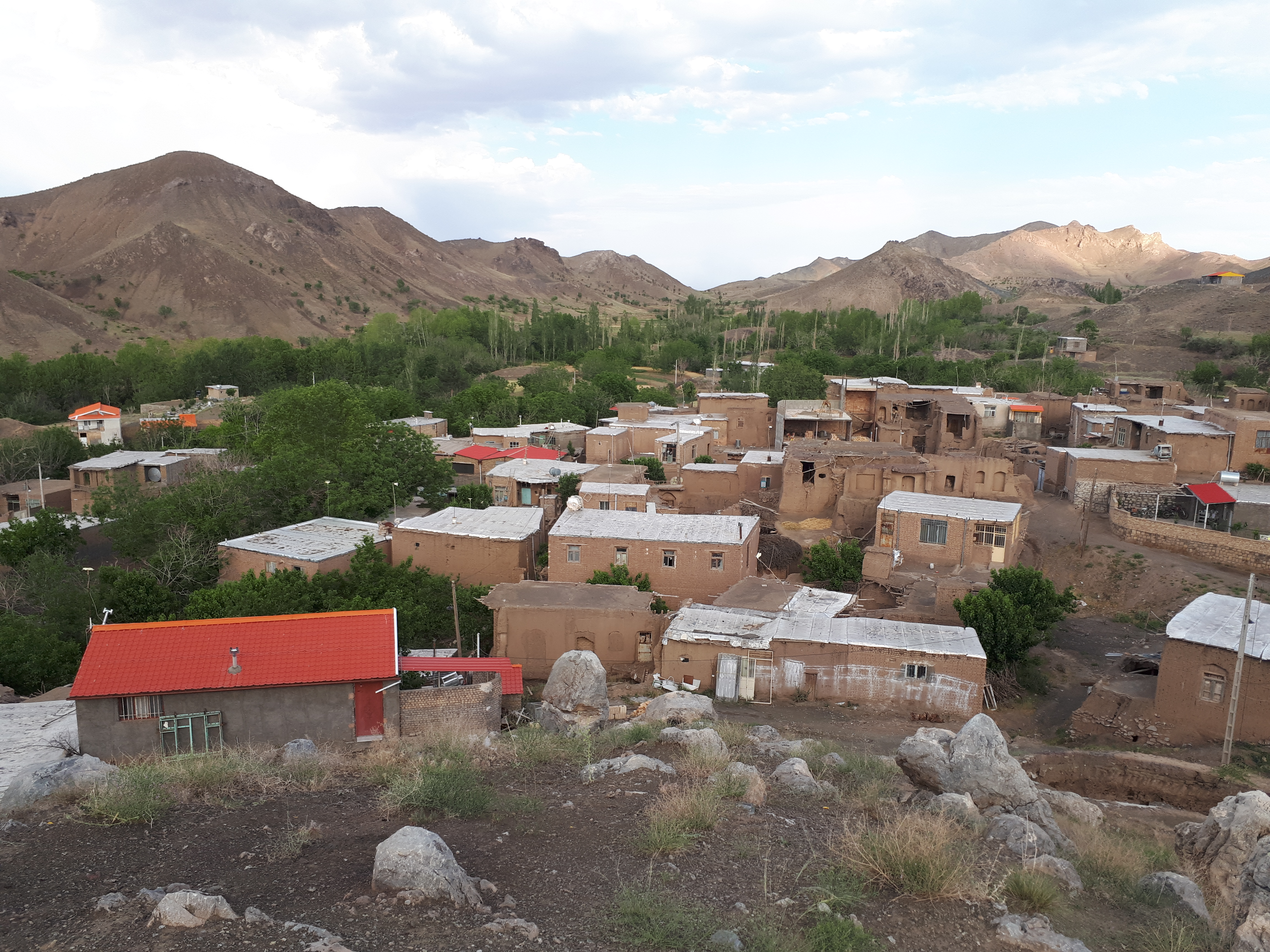
روستای رودسراب- خرداد ۱۳۹۷

رودسراب، روستایی است از توابع بخش مرکزی و در شهرستان خوشاب استان خراسان رضوی ایران.
این روستا در ۲۰ کیلومتری شمال خوشاب قرار دارد
از محصولات باغی آن انگور دیم(انگور دیوانه یا یاقوتی)و نخود دیم می باشد.

## جمعیت
این روستا در دهستان طبس قرار داشته و بر اساس سرشماری سال ۱۳۸۵ جمعیت آن ۲۴۴ نفر (۷۴ خانوار)
بوده‌است.